# Código ATC V01
Código ATC V01 Alergéneos é um subgrupo terapeutico do Sistema de Classificação ATC, um sistema de códigos alfanuméricos desenvolvidos pela OMS para a classificação de medicamentos e outros produtos médicos.. O subgrupo V01 faz parte do grupo anatómico V Vários.
Códigos para uso veterinário (Código ATCvet podem ser criados colocando a letra Q no início do código ATC para humanos: por exemplo, QV01.. 
Versões nacionais da classificação ATC poderão incluir códigos adicionais não presentes nesta lista, que segue a versão da OMS.

## V01A Alergéneos

### V01AA Allergen extracts
V01AA01 Penas
V01AA02 Pólen de grama
V01AA03 Poeira
V01AA04 Fungo de mofo e Fungo de fermento
V01AA05 Pólen de árvore
V01AA07 Insectos
V01AA08 Comida
V01AA09 Têxteis
V01AA10 Flores
V01AA11 Animais
V01AA20 Vários